# Mario Bencastro
Mario Bencastro (n. 1949 - ...) este un pictor și scriitor salvadorian.

## Opere
Romane
- El árbol de la vida, (1983)
- Disparo en la catedral, (1989)
- Odisea del norte, (1998)

Teatru
- Crossroads (1988)